# Kimberly Williams-Paisley

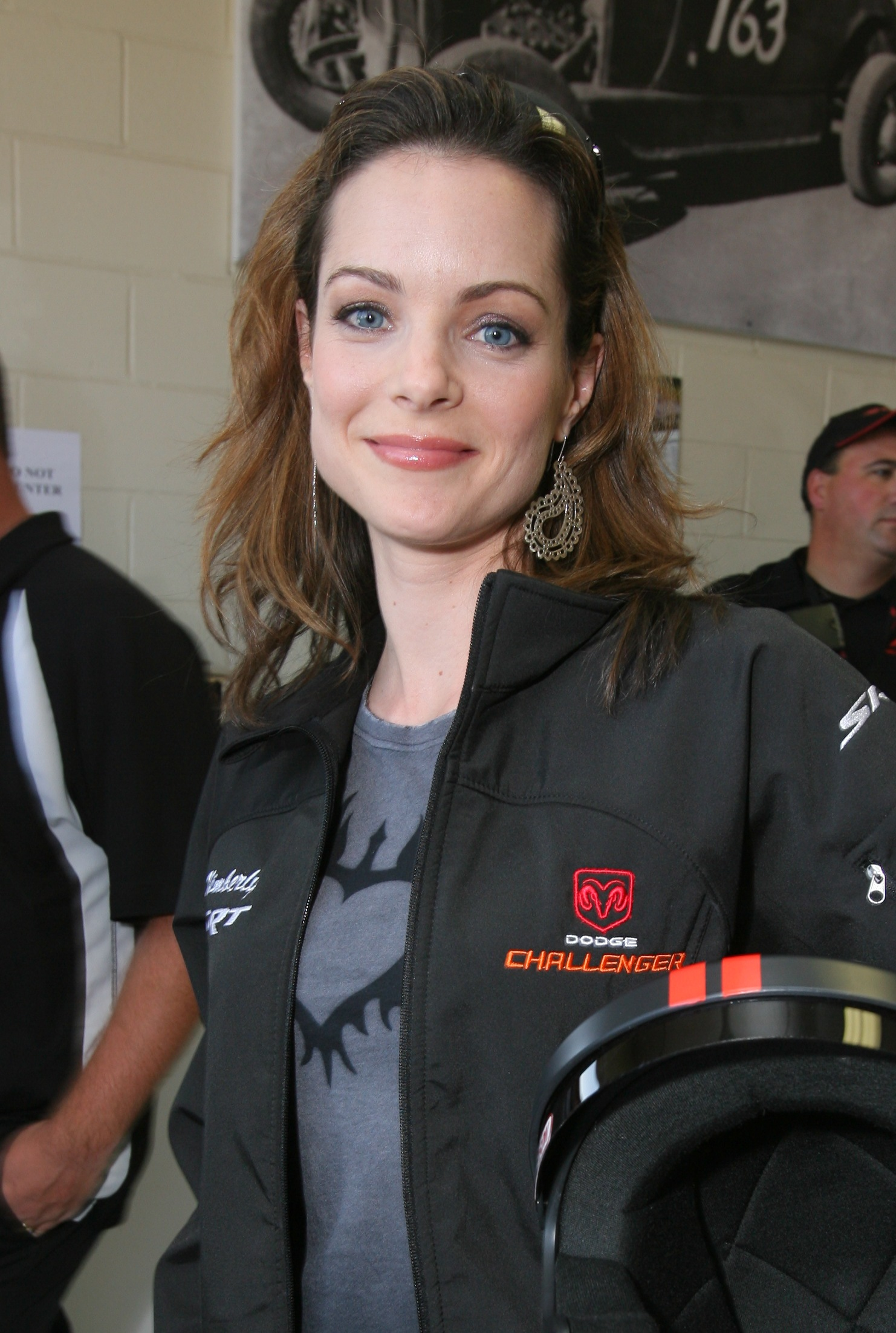
Kimberly Williams-Paisley (2008)

Kimberly Payne Williams-Paisley (* 14. September 1971 in Rye, New York) ist eine US-amerikanische Schauspielerin, Regisseurin, Filmproduzentin, Drehbuchautorin und Schriftstellerin.

## Leben und Karriere
Williams-Paisley hat zwei Geschwister: Schauspielkollegin Ashley Williams und Jay Williams. Sie absolvierte die Northwestern University in Evanston, Illinois, wo sie der Studentenverbindung Alpha Phi angehörte. 
Williams-Paisley spielte im Film Vater der Braut (1991) neben Steve Martin und Diane Keaton. Für diese Rolle wurde sie für den MTV Movie Award nominiert. 1995 folgte die Fortsetzung Ein Geschenk des Himmels – Vater der Braut 2. Im Film Simpatico (1999) spielte sie neben Nick Nolte, Jeff Bridges und Sharon Stone. Sie war ebenfalls in den Fernsehserien Beziehungsweise, Immer wieder Jim – neben James Belushi und Courtney Thorne-Smith – und in Das zehnte Königreich zu sehen.
Williams-Paisley führte Regie und schrieb das Drehbuch bei zwei Kurzfilmen: Shade (2006), in dem sie neben Patrick Dempsey agierte und 2007 Numero Dos. Für Shade wurde sie beim Heartland Film Festival mit dem Crystal Heart Award und beim Sedona International Film Festival ausgezeichnet. Sie veröffentlichte einige Beiträge in den Zeitschriften In Style und Redbook.
Im April 2016 veröffentlichte Williams-Paisley mit Where the Light Gets In: Losing My Mother Only To Find Her Again ihr erstes Buch. Darin verarbeitet sie die Erkrankung ihrer Mutter Linda, die an einer seltenen Form der Demenz leidet.
Seit 2003 ist Williams-Paisley mit dem Country-Sänger Brad Paisley verheiratet, in dessen Musikvideo zum Song I’m Gonna Miss Her sie bereits 2002 auftrat. Das Paar hat zwei Söhne. Zuvor hatte sie eine zweijährige Beziehung mit dem Tennisspieler Pete Sampras.

## Filmografie (Auswahl)
- 1990: Junge Schicksale (ABC Afterschool Specials, Fernsehserie, Folge 19x03)
- 1991: Vater der Braut (Father of the Bride)
- 1993: Samuel Beckett Is Coming Soon (Kurzfilm)
- 1993: Indian Summer – Eine wilde Woche unter Freunden (Indian Summer)
- 1994: Geschichten aus der Gruft (Tales from thy Crypt, Fernsehserie, Folge 6x06)
- 1995: Cold Blooded – Die Romantik lebt… noch! (Coldblooded)
- 1995: Ein Geschenk des Himmels – Vater der Braut 2 (Father of the Bride Part II)
- 1996: Jakes Frauen (Jake's Women, Fernsehfilm)
- 1996: The War at Home
- 1996: Beziehungsweise (Relativity, Fernsehserie, 7 Folgen)
- 1998: Abgeschottet (Safe House)
- 1999: Männer ticken anders (Just a Little Harmless Sex)
- 1999: Elephant Juice
- 1999: Simpatico
- 2000: Das zehnte Königreich (The 10th Kingdom, Fernsehserie, 9 Folgen)
- 2001: Ten Tiny Love Stories
- 2001: Follow the Stars Home (Fernsehfilm)
- 2001–2009: Immer wieder Jim (According to Jim, Fernsehserie, 166 Folgen)
- 2002: The Christmas Shoes (Fernsehfilm)
- 2003: Lucky Seven (Lucky 7, Fernsehfilm)
- 2004: Identity Theft: The Michelle Brown Story (Fernsehfilm)
- 2004: George Lopez (Fernsehserie, Folge 4x09)
- 2005: Office Girl (Less Than Perfect, Fernsehserie, Folge 3x17)
- 2006: Shade (Kurzfilm)
- 2006: How to Go Out on a Date in Queens
- 2006: Billys Wette oder Wie man gebratene Würmer isst (How to Eat Fried Worms)
- 2006: Sie waren Helden (We Are Marshall)
- 2008: Boston Legal (Fernsehserie, Folge 5x13)
- 2008: Eden Court
- 2010: Amish Grace (Fernsehfilm)
- 2012: Eden Court
- 2012: Royal Pains (Fernsehserie, Folge 4x09)
- 2012–2013: Nashville (Fernsehserie, 20 Folgen)
- 2014: Katies Blog (Ask Me Anything)
- 2014: Two and a Half Men (Fernsehserie, 6 Folgen)
- 2015: Alvin und die Chipmunks – Road Chip (Alvin and the Chipmunks: The Road Chip)
- 2017: Speech & Debate
- 2017: You Get Me
- 2017: Darrow & Darrow (Fernsehfilm)
- 2017: The Christmas Train (Fernsehfilm)
- 2018: Darrow & Darrow – Body of Evidence (Fernsehfilm)
- 2018: The Christmas Chronicles
- 2019: The Flash (Fernsehserie, 2 Folgen)
- 2019: Witness to Murder – A Darrow Mystery (Fernsehfilm)
- 2019: Darrow & Darrow 4 – Burden of Proof (Fernsehfilm)
- 2019: Dolly Partons Herzensgeschichten (Dolly Parton’s Hearstrings, Fernsehserie, Folge 1x01)
- 2020: The Violent Heart
- 2020: The Christmas Chronicles: Teil zwei (The Christmas Chronicles: Part Two)
- 2020: A Nashville Christmas Carol (Fernsehfilm)
- 2021: Sister Swap: A Hometown Holiday (Fernsehfilm)
- 2021: Sister Swap: Christmas in the City (Fernsehfilm)
- 2022:  A Nashville Country Christmas
- 2023: Dog Gone
- 2023: Jesus Revolution

## Veröffentlichungen
- Where the Light Gets In: Losing My Mother Only To Find Her Again, Crown Archetype, April 2016, ISBN 978-1101902950